# Japans Grand Prix 2009
Japans Grand Prix 2009 var det femtonde av 17 lopp ingående i formel 1-VM 2009.

## Resultat

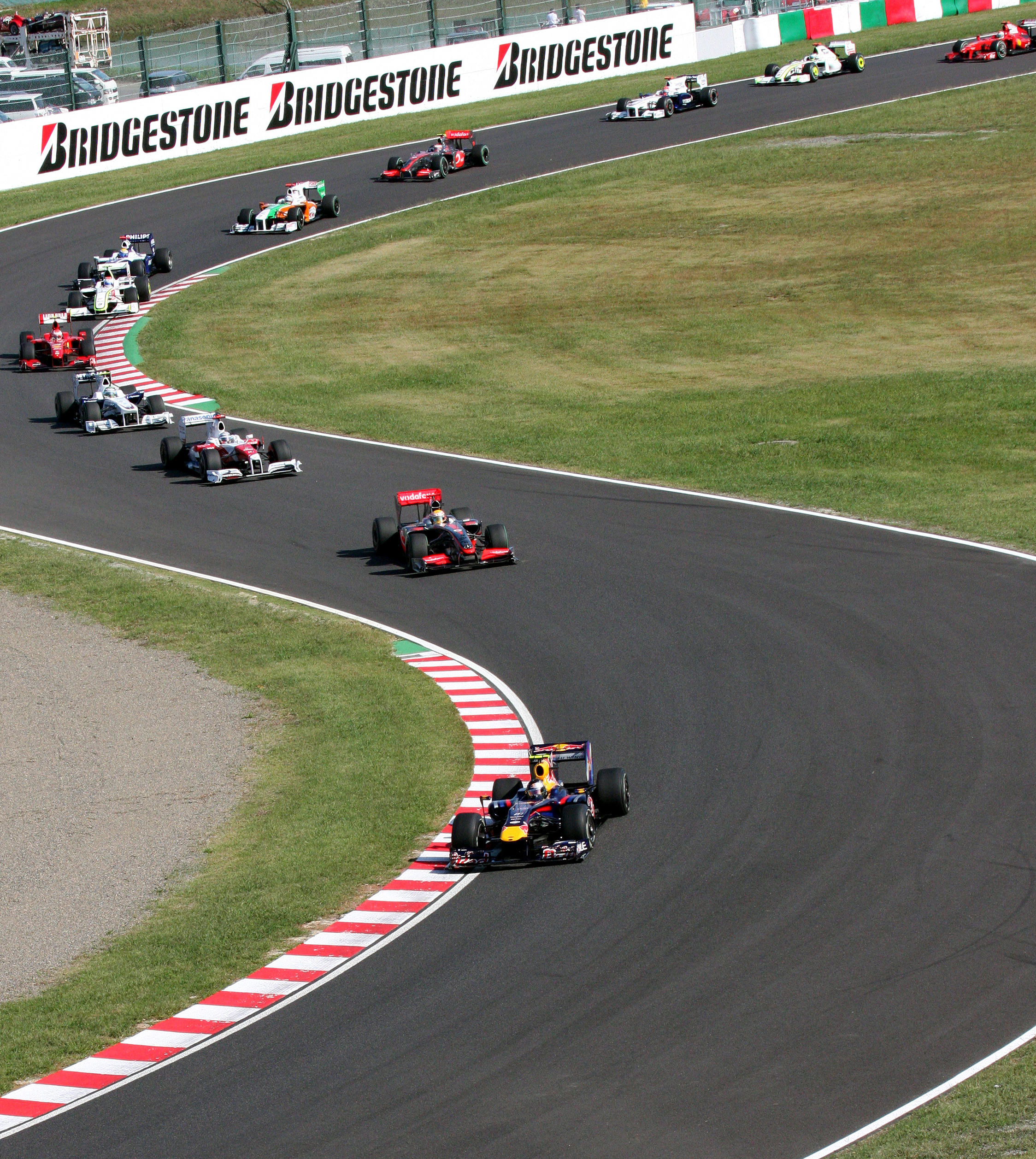
Formationsvarvet.

1. Sebastian Vettel, Red Bull-Renault, 10 poäng
2. Jarno Trulli, Toyota, 8
3. Lewis Hamilton, McLaren-Mercedes, 6
4. Kimi Räikkönen, Ferrari, 5
5. Nico Rosberg, Williams-Toyota, 4
6. Nick Heidfeld, BMW Sauber, 3
7. Rubens Barrichello, Brawn-Mercedes, 2
8. Jenson Button, Brawn-Mercedes, 1
9. Robert Kubica, BMW Sauber
10. Fernando Alonso, Renault
11. Heikki Kovalainen, McLaren-Mercedes
12. Giancarlo Fisichella, Ferrari
13. Adrian Sutil, Force India-Mercedes
14. Vitantonio Liuzzi, Force India-Mercedes
15. Kazuki Nakajima, Williams-Toyota
16. Romain Grosjean, Renault
17. Mark Webber, Red Bull-Renault

### Förare som bröt loppet
- Jaime Alguersuari, Toro Rosso-Ferrari (varv 43, körde av)
- Sébastien Buemi, Toro Rosso-Ferrari (11, koppling)

### Förare som ej startade
- Timo Glock, Toyota (olycka under kvalet)